# Listă de comitate din statul Arizona
Această pagină este o listă a celor 15 comitate ale statului Arizona.

## Cele 15 comitate ale statului Arizona

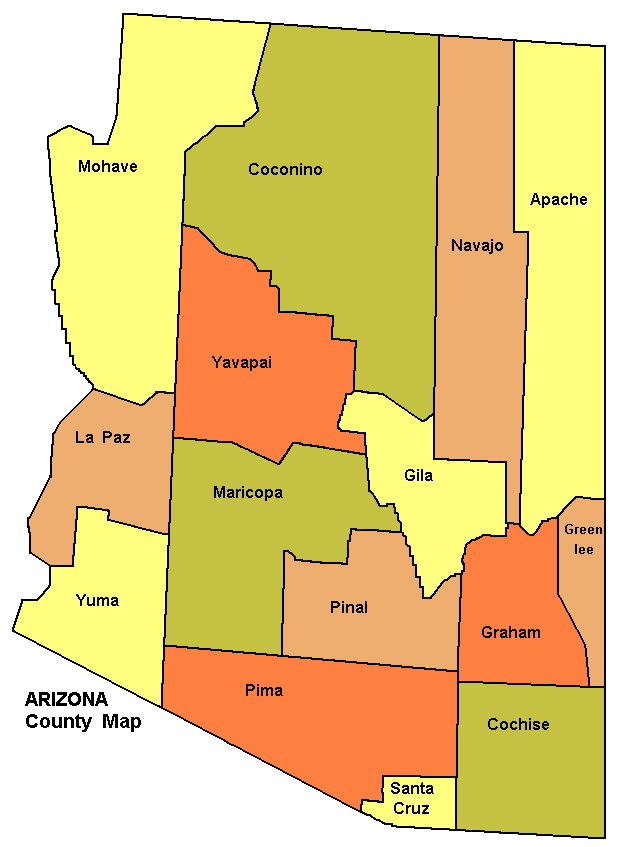
Harta comitatelor statului Arizona.

| Comitat    | Populație 1 iulie 2007 | Sediu       | Populație 1 iulie 2007 |
| ---------- | ---------------------- | ----------- | ---------------------- |
| Apache     | 69.980                 | Saint Johns | 3.592                  |
| Cochise    | 127.866                | Bisbee      | 5.996                  |
| Coconino   | 127.450                | Flagstaff   | 59.746                 |
| Gila       | 51.994                 | Globe       | 7.093                  |
| Graham     | 34.769                 | Safford     | 9.224                  |
| Greenlee   | 7.754                  | Clifton     | 2.324                  |
| La Paz     | 20.172                 | Parker      | 3.181                  |
| Maricopa   | 3.880.181              | Phoenix     | 1.552.259              |
| Mohave     | 194.944                | Kingman     | 27.696                 |
| Navajo     | 111.273                | Holbrook    | 5.091                  |
| Pima       | 967.089                | Tucson      | 525.529                |
| Pinal      | 299.246                | Florence    | 17.781                 |
| Santa Cruz | 42.845                 | Nogales     | 19.870                 |
| Yavapai    | 212.635                | Prescott    | 42.265                 |
| Yuma       | 190.557                | Yuma        | 88.687                 |

## Istoricul celor 15 comitate ale statului Arizona
| Abreviere statală | Cod statal FIPS | Stat                                                                            |
| AZ                | 04              | Arizona                                                                         |
|                   | Codul FIPS      | Numele comitatului                                                              |
|                   | 001             | Comitatul Apache, format în 1879 dintr-o parte a Comitatului Yavapai.           |
|                   | 003             | Comitatul Cochise, format în 1881 dintr-o parte a Comitatul Pima.               |
|                   | 005             | Comitatul Coconino, format în 1891 dintr-o parte a comitatului Yavapai.         |
|                   | 007             | Comitatul Gila, format în 1881 din părți ale comitatelor Maricopa și Pinal.     |
|                   | 009             | Comitatul Graham, format în 1881 din părți ale comitatelor Apache și Pima.      |
|                   | 011             | Comitatul Greenlee, format în 1909 dintr-o parte a comitatului Graham.          |
|                   | 012             | Comitatul La Paz, format în 1982 dintr-o parte a comitatului Yuma.              |
|                   | 013             | Comitatul Maricopa, format în 1871 din părți ale comitatelor Pima și Yavapai.   |
|                   | 015             | Comitatul Mohave, unul din cele patru comitate originare create în 1864.        |
|                   | 017             | Comitatul Navajo, format în 1895 dintr-o parte a comitatului Apache.            |
|                   | 019             | Comitatul Pima, unul din cele patru comitate originare create în 1864.          |
|                   | 021             | Comitatul Pinal, format în 1875 din părți ale comitatelor Maricopa și Pima.     |
|                   | 023             | Comitatul Santa Cruz, format în 1899 din părți ale comitatelor Cochise și Pima. |
|                   | 025             | Comitatului Yavapai, unul din cele patru comitate originare create în 1864.     |
|                   | 027             | Comitatul Yuma, unul din cele patru comitate originare create în 1864.          |

A existat și un alt comitat, actualmente desființat, Comitatul Pah-Ute format în 1865 din Comitatul Mohave. A fost returnat comitatului Mohave în 1871.